# Puchar Australii i Nowej Zelandii w narciarstwie alpejskim 2018
Sezon 2018 Pucharu Australii i Nowej Zelandii w narciarstwie alpejskim rozpoczął się 20 sierpnia w australijskim Mount Hotham. Ostatnie zawody z tego cyklu zostały rozegrane 5 września 2018 roku w nowozelandzkim Mount Hutt. Rozegranych zostało po 10 konkursów dla kobiet i mężczyzn.

## Puchar Australii i Nowej Zelandii w narciarstwie alpejskim kobiet
Wśród kobiet pucharu Australii i Nowej Zelandii z sezonu 2017 nie broniła Szwedka Sara Hector. Tym razem najlepsza okazała się Nowozelandka Alice Robinson.
W poszczególnych klasyfikacjach tryumfowały:
- slalom: Neja Dvornik
- gigant: Lena Dürr
- supergigant: Alice Robinson

## Puchar Australii i Nowej Zelandii w narciarstwie alpejskim mężczyzn
Wśród mężczyzn pucharu Australii i Nowej Zelandii z sezonu 2017 nie bronił Czech Kryštof Krýzl. Tym razem najlepszy okazał się Słowak Adam Žampa.
W poszczególnych klasyfikacjach tryumfowali:
- slalom: Adam Žampa
- gigant: Sam Maes
- supergigant: Maarten Meiners